# دی.ام. جایارتن
دی. ام. جایارتن (انگلیسی: D. M. Jayaratne؛ زادهٔ ۴ ژوئن ۱۹۳۱ – درگذشته ۱۹ نوامبر ۲۰۱۹) یک سیاست‌مدار اهل سری‌لانکا بود. دی. ام. جایارتن در ۱۹ نوامبر ۲۰۱۹، در سن ۸۸ سالگی درگذشت.